# Affaire des marchés publics d'Île-de-France
L’affaire des marchés publics d’Île-de-France ou affaire des marchés truqués des lycées d’Île-de-France est un dossier emblématique des dérives du financement des partis politiques dans les années 1990.
Cette affaire politico-financière française porte sur le financement, par les marchés de construction et d'entretien des lycées, des grands partis politiques français : RPR, PR, PS, PCF, organisés en cartel. Les montants détournés aux frais du contribuable francilien se chiffrent à plusieurs dizaines de millions d'euros (300 à 600 millions de francs), soit 2 % du montant des contrats.

## La rénovation des lycées d’Île-de-France
Chargé des lycées depuis les premières lois de décentralisation, le conseil régional dirigé par le RPR, et dont le président est Michel Giraud, engage, entre 1988 et 1997, 24 milliards de francs de travaux de rénovation, extension et construction dans 471 établissements. Sur ces montants, il est prélevé 2 % de « commissions occultes », que se partagent les grands partis politiques, au prorata de leur représentation à l'assemblée régionale (0,8 % pour la gauche et 1,2 % pour la droite).
Selon l'accusation, les entreprises qui se voient attribuer des marchés de construction des lycées d'Île-de-France doivent reverser 2 % de leurs montants aux partis suivants : RPR, PS, Parti républicain. La plus grosse part (1,2 %) du « racket » revint au RPR, alors dirigé par Jacques Chirac, secondé par Michel Roussin.
En cinq ans, pour la seule période comprise entre 1990 et 1995, le RPR recevra 53 millions de francs. Le PS arrive en deuxième position, avec 46,7 millions, suivi du Parti républicain (32,6 millions) et du PCF (21 millions). Soit, au total, près de 200 millions de francs versés par les grands groupes : Bouygues, Eiffage, Spie Batignolles, Suez et Générale des eaux.
Seuls les Verts à l'origine de la plainte et le FN n'ont pas participé à ce détournement.

## Protagonistes
- Michel Roussin, ancien bras droit de Jacques Chirac à la mairie de Paris[6].
- Louise-Yvonne Casetta, trésorière occulte du RPR, ancêtre du parti LR[7].
- Jean-Claude Méry, ancien collecteur de fonds occulte du RPR, décédé en 1999[8]. Le dossier d'instruction comporte ses « confessions » posthumes, publiées en 2000 (Cassette Méry). Il y raconte notamment avoir remis personnellement des fonds en espèces en 1986 à Michel Roussin en présence de Jacques Chirac[9].
- Gérard Peybernès, ancien président de l'association nationale de financement du PS[10].
- Jean-Pierre Thomas, ancien député et ancien trésorier du Parti républicain[11].
- Guy Drut, ancien député UMP, champion olympique du 110 mètres haies en 1976 et ministre des Sports RPR de 1995 à 1997[12].
- Gérard Longuet, ancien président du Parti républicain, finalement relaxé[13].
- Michel Giraud, ancien président RPR du Conseil régional d'Ile-de-France[14].

- Jean-François Donzel, ancien élu écologiste dissident de Génération écologie[13].
- Michel Elbel, président de la commission d'appel d'offre[1].

- Des chefs d'entreprise[13].

## Voyages de Jacques Chirac
L'un des volets de ce dossier concerne les voyages payés en espèces par Jacques Chirac (Affaire des billets d'avion de Jacques Chirac). La justice soupçonne que l'argent liquide ayant servi à régler les billets d'avion (pour un montant de 3,1 millions de francs) puisse provenir de versements en espèces des commissions occultes versées par les entreprises de BTP attributaires des marchés publics, ce qui serait un abus de biens sociaux.
Jacques Chirac affirme que cette somme, qui n'apparaît pas dans sa déclaration de patrimoine, provient des fonds spéciaux conservés lorsqu'il était Premier ministre. Aucun lien n'a pu être établi entre ces espèces et l'argent de la corruption des marchés d'Île-de-France.
Selon le procureur Jean-Pierre Dintilhac, rien ne s'opposait à une audition de Jacques Chirac comme témoin assisté dans cette affaire. Cependant, selon un arrêt de la Cour de cassation, les tribunaux ne peuvent examiner les investigations menées sur les voyages payés en espèces par Jacques Chirac pour plusieurs millions de francs, qui avaient motivé en 2001 l'interrogatoire par les juges d'instruction de plusieurs proches du chef de l'État, dont sa fille Claude Chirac,.
Le chef de l'État, qui bénéficie d'une immunité pénale pendant la durée de son mandat, n'a jamais commenté en détail le dossier, expliquant simplement en 2000 qu'il ne « pouvait pas croire » à une corruption impliquant droite et gauche.

## Enquête et instruction
L'affaire est instruite par les juges Armand Riberolles et Marc Brisset-Foucault à partir de 1997.
Le 1er décembre 2000, Michel Roussin, ancien ministre RPR et ancien directeur du cabinet de Jacques Chirac à la Mairie de Paris, est incarcéré, tandis que Louise-Yvonne Casetta, ancienne trésorière officieuse du RPR, est mise en examen,. Michel Roussin est libéré sous caution et placé en liberté sous contrôle judiciaire le 5 décembre 2000.
Le 11 février 2004, le juge Armand Riberolles signe l'ordonnance de renvoi devant le tribunal correctionnel à l'encontre de Michel Roussin et 46 autres personnes. Dans son ordonnance, Jacques Chirac est évoqué a plusieurs reprises, mais le juge ne peut pas poursuivre le président de la République qui est protégé par son immunité.
Onze personnes comparaîtront dans un procès en appel à partir du 17 octobre 2006.

## Procès en correctionnelle
Une cinquantaine de personnes sont renvoyées devant le tribunal correctionnel de Paris. Le procès en première instance se termine le mercredi 26 octobre 2005. Sur les 47 prévenus, dont beaucoup de chefs d'entreprise, 4 sont relaxés et 42 sont condamnés à des peines de sursis allant de six mois à quatre ans. 14 feront appel.
- Michel Giraud est condamné à 4 ans de prison avec sursis et 80 000 euros d'amende. Le parquet a demandé un an de prison ferme contre lui. Cette peine inclut une privation des droits civiques, civils et de famille pendant une durée de cinq ans[26].

- Michel Roussin, reconnu coupable de complicité et recel de corruption, est condamné à 4 ans de prison avec sursis et une amende de 50 000 euros[25].

- Guy Drut, ancien député UMP, champion olympique du 110 mètres haies en 1976 et ministre des Sports RPR de 1995 à 1997, est condamné à 15 mois de prison avec sursis et 50 000 euros d'amende pour un emploi fictif[27]. Guy Drut sera amnistié en mai 2006 par le président Jacques Chirac[28]. Son casier judiciaire ainsi blanchi, Guy Drut pourra garder son siège de membre du Comité international olympique (CIO) et les avantages et prébendes de cette fonction[29].

- Jean-François Donzel, ancien élu écologiste dissident de Génération écologie, est condamné à un an de prison ferme (trois ans de prison dont deux avec sursis) pour avoir gardé des fonds pour son seul usage[13].

- Gérard Longuet, l'ancien président du Parti républicain, est relaxé[13].

- Louise-Yvonne Casetta, soupçonnée d'avoir été la trésorière occulte du RPR, est reconnue coupable de complicité et recel de corruption, et condamnée à 20 mois de prison avec sursis et 10 000 euros d'amende[30].

- Gérard Peybernès, ancien président de l'association nationale de financement du PS, seul représentant de la gauche poursuivi dans cette affaire, est condamné à 15 mois de prison avec sursis et 8 000 euros d'amende[31].

- Jean-Pierre Thomas, ancien trésorier du Parti républicain, est condamné à 15 mois avec sursis et 5 000 euros d'amende[32].
- Michel Elbel, poursuivi, en tant que président de la commission d'appel d'offre, est condamné à trente mois avec sursis, 30 000 euros et cinq ans de privation des droits civique[32],[1].

- Des chefs d'entreprise sont également condamnés. On compte notamment des dirigeants des grands groupes du bâtiment et des travaux publics : Sicra-Sogea (Vivendi, puis Vinci), GTM, SNC Dumez, SCGPM-Spie (groupe Eiffage), Bouygues, CBC (groupe CGE), Fougerolles et Chagnaud[32].
- Des assistants à la maîtrise d'ouvrage et exécutants du conseil régional sont aussi condamnés[32].

## Procès en appel
Onze personnes comparaissent dans un procès en appel à partir du 17 octobre 2006. Dans la grande majorité, les condamnés ont renoncé à faire appel, comme l'ancien président du conseil régional Michel Giraud, l'ancien trésorier du Parti républicain Jean-Pierre Thomas et Gérard Peybernès, ancien président de l'association nationale de financement du PS.
Le procès doit s'étaler sur cinq semaines, jusqu'au 22 novembre 2006, à raison de deux jours d'audience par semaine en moyenne.
L'audience d'appel survient après la nomination par Jacques Chirac le 13 septembre 2006 d'un de ses anciens conseillers, Laurent Le Mesle, au poste de procureur général de Paris. Ce magistrat ne sera pas physiquement présent à l'audience mais sera en position de dicter les réquisitions au magistrat chargé du procès.
Le 27 février 2007, la cour d’appel de Paris confirme les condamnations prononcées en octobre 2005 par le tribunal de grande instance de Paris à l’encontre de dirigeants des sociétés Bouygues Bâtiment, CBC Île-de-France, Dumez Île-de-France, Fougerolle, GTM (Grand Travaux de Marseille), Nord France, SAEP, SCGPM et SPIE. Michel Roussin a été condamné en appel à quatre ans de prison avec sursis, 80 000 euros d’amende et quatre ans d’inéligibilité pour « complicité de corruption ». Les pourvois formés par Louise-Yvonne Casetta et François Donzel sont également rejetés.

## Conseil de la concurrence
En mai 2007, le Conseil de la concurrence a infligé une amende de 47,3 millions d'euros à 12 entreprises dans le cadre du dossier concernant cette entente illicite.